# Fordia albiflora
Fordia albiflora là một loài thực vật có hoa trong họ Đậu. Loài này được (Prain) Dasuki & Schot miêu tả khoa học đầu tiên.